# Cucutilla
Cucutilla – miasto w Kolumbii, w departamencie Norte de Santander.